# Betlehemsko svjetlo mira
Betlehemsko svjetlo mira je program započet u Austriji 1986. godine u sklopu dobrotvorne misije za djecu s teškoćama i osobe u potrebi. Proširio se u više od 20 zemalja u Europi, kao i u SAD-u. 
Na Božićnu večer 1986. godine u emisiji austrijske televizije „Licht uns Dunkel“ ('Svjetlo i tama') u kojoj ljudi pomažu jedni drugima, jedna je gledateljica odlučila kao zahvalu darovateljima pokloniti svjetiljke umjesto poklona. Tako se razvila ideja koja je prihvaćena u brojnim europskim zemljama: ideja betlehemskog svjetla mira. Na prvu nedjelju došašća, predstavnik austrijskih izviđača u špilji Kristova rođenja u Betlehemu pali svjetlo i austrijski izviđači iz Betlehema ga nose u Beč. Nakon ceremonije u Beču, izviđači drugih zemalja prenose betlehemsko svjetlo mira u svoje zemlje. Izviđači iz Hrvatske nose betlehemsko svjetlo mira iz Beča u zagrebačku katedralu, a odatle se dalje širi po Hrvatskoj.
Kada da je Austrija pristupila u Europsku uniju (1995.), austrijski član Europskog parlamenta Paul Rübig pokrenuo je tradiciju, da se svjetlo iz Betlehema nosi u Strasbourg i preda Vijeću Europe, Europskomu parlamentu i samom gradu Strasbourgu.